# Нойбрунн (Тюрингія)
Нойбрунн (нім. Neubrunn) — громада в Німеччині, розташована в землі Тюрингія. Входить до складу району Шмалькальден-Майнінген. Складова частина об'єднання громад Дольмар-Зальцбрюкке.
Площа — 9,23 км2. Населення становить 488 ос. (станом на 31 грудня 2021).